# Cicloràgids
Els cicloràgids (Cyclorhagida) són un ordre de cinorincs, que són petits invertebrats marins.

## Families
- Antygomonidae Adriànov i Malàkhov, 1994[1]
- Cateriidae Gerlach, 1956[2]
- Centroderidae Zelinka, 1896[3]
- Dracoderidae Higgins & Shirayama,,1990[4]
- Echinoderidae Zelinka, 1894[5]
- Incertae sedis
  - Tubulideres Sørensen, Heiner, Ziemer & Neuhaus, 2007[6]
  - Wollunquaderes Sørensen & Thormar, 2010[7]
- Semnoderidae Remane, 1929[8]
- Zelinkaderidae Higgins, 1990[9]